# Richard Biefnot
Richard Biefnot (Bergen, 24 maart 1949 - 18 augustus 2020) was een Belgisch volksvertegenwoordiger, Waals parlementslid en schepen.

## Levensloop
Van beroep was hij fiscaal en sociaal raadgever.
Biefnot werd politiek actief voor de PS en was voor de partij van 1983 tot 2009 gemeenteraadslid van Bergen. Van 1983 tot 1988 was hij er schepen van Jeugd en Sport, van 1989 tot 1994 eerste schepen bevoegd voor Feestelijkheden, Sport en Economie, in 1995 enkele maanden schepen van Openbare Werken, van 2001 tot 2006 eerste schepen bevoegd voor het Levenskader, in 2006 enkele weken waarnemend burgemeester van de stad en van 2007 tot 2009 schepen van Territoriale Ontwikkeling en Huisvesting.
Van 1995 tot 1999 zetelde hij voor het arrondissement Bergen-Zinnik in de Kamer van volksvertegenwoordigers ter vervanging van vicepremier Elio Di Rupo. Daarna was hij van 1999 tot 2004 lid van het Waals Parlement en van het Parlement van de Franse Gemeenschap. Bij de verkiezingen van 2004 werd hij niet herkozen. Ook was Biefnot van 2006 tot 2009 provincieraadslid van Henegouwen.
In mei 2009 werd hij in verdenking gesteld vanwege het bezit van kinderporno op zijn computer. Hij werd onmiddellijk uit de partij gezet en nam ontslag uit al zijn functies. In december 2010 werd hij veroordeeld tot tien maanden gevangenis, voorwaardelijk mits het volgen van een psychologische therapie. Ook verloor hij voor vijf jaar zijn verkiesbaarheidsrechten.